# Christoph Böcher
Christoph Böcher (* 17. Juli 1983 in Ludwigshafen am Rhein) ist ein deutscher ehemaliger Fußballspieler, der sowohl im Mittelfeld als auch in Verteidigung eingesetzt wurde.

## Karriere
Bei Wormatia Worms spielte er von 2010/11 bis 2012/13 in der Regionalliga Südwest. Bevor er zur Wormatia kam, spielte er in der 3. Liga bei Wacker Burghausen sowie dem FSV Oggersheim und SV Waldhof Mannheim.
In den Spielzeiten 2013/14 und 2014/15 spielte er bei Arminia Ludwigshafen, seit der Saison 2015/16 spielt er beim TuS Mechtersheim. Nach einem Engagement für die 2. Mannschaft von Wormatia Worms beendete er sine Karriere nach eineinhalb Jahren, die er erneut bei Arminia Ludwigshafen eingesetzt wurde.